# Лісовий Валерій Миколайович
Валерій Миколайович Лісовий (нар. 1 квітня 1978) — український футболіст, півзахисник. У Вищій лізі України зіграв 14 матчів за криворізький «Кривбас».

## Життєпис
Футбольну кар'єру розпочав у криворізькому «Спортінвесті», який виступав в аматорському чемпіонаті України. Сезон 1995/96 років провів в іншому аматорському клубі з Кривого Рогу, «Будівельнику». У 1997 році прийняв запрошення від «Кривбаса». Дебютував у футболці криворізького клубу 19 березня 1997 року в програному (0:2) виїзному поєдинку 18-о туру Вищої ліги проти вінницької «Ниви». Валерій вийшов на поле на 72-й хвилині, замінивши Андрія Чернова. Дебютним голом у вищому дивізіоні українського футболу відзначився 16 травня 1997 року на 88-й хвилині програного (1:5) виїзного поєдинку 25-о туру проти львівських «Карпат». Лісовий вийшов на поле на 51-й хвилині, замінивши Валентина Москвіна. У футболці «Кривбасу» зіграв 14 матчів, у футболці яких відзначився 2-а голами. Під час зимової перерви сезону 1997/98 років перейшов у «Ниву». Дебютував у футболці бершадського клубу 1 квітня 1998 року в програному (0:1) домашньому поєдинку 18-о туру групи Б Другої ліги проти севастопольського «Чорноморця». Валерій вийшов на поле в стартовому складі та відіграв увесь матч. Першим голом у футболці «Ниви» відзначився 11 квітня 1998 року на 9-й хвилині нічийного (1:1) домашнього поєдинку 20-о туру групи Б Другої ліги проти «Дніпра-2». Лісовий вийшов на поле в стартовому складі та відіграв увесь матч, а на 88-й хвилині отримав жовту картку. У складі бершадського клубу зіграв 10 матчів, у футболці якого відзначився 2-а голами.
Першу частину сезону 1998/99 років зіграв 9 матчів (3 голи) провів у Другій лізі. Другу половину сезону провів у складі криворізької «Родини» в чемпіонаті Дніпропетровської області. У 1999 році перейшов у «Миргород», де зіграв 10 матчів (1 гол) у Другій лізі України. У 2000 році повернувся до криворізької «Родини», разом з якою виступав в аматорському чемпіонаті України. По ходу сезону 2001 року перебрався в каховське КЗЕСО, у складі якого також виступав в аматорському чемпіонаті України. 2003 року вдруге повертається в «Родину», яка напередодні дебюту в професіональному футболі змінила назву на «Гірник». Наприкінці футбольної кар'єри провів 2 сезони за криворізький клуб у Другій лізі України.